# Petrus Bertius
Petrus Bertius (Beveren, 14 novembre 1565 – Parigi, 13 ottobre 1629) è stato un cartografo, bibliotecario e matematico fiammingo.

## Biografia
Bertius studiò l'ebraico con Hermann Rennecher, le lettere classiche con Giusto Lipsio e Bonaventura Vulcanius e la teologia con Feuguiere, Daneau e Sturmius. Accompagnò Giusto Lipsio in Germania e si fermò a Heidelberg, poi si recò a Strasburgo e infine tornò a nei Paesi Bassi, dove ottenne la cattedra di matematica nella nuova Università di Leida.
Prima di ricoprire la cattedra compì un lungo viaggiò in Boemia, Slesia, Polonia e Moscovia. Tornato a Leida, si segnalò come professore e gli venne affidata la custodia della Biblioteca dell'Università, di cui Bertius pubblicò il primo catalogo.
Nel 1606 fu nominato reggente del Collegio Teologico degli Stati di Leida al posto di Johannes Kuchlin, morto quell'anno, ma, a causa delle sue simpatie arminiane, fu cacciato dall'Università, si vide spogliato di tutte le cariche e di ogni mezzo di sussistenza e fu ridotto in miseria.
Costretto a fuggire in Francia, nel 1618 Bertius fu nominato geografo regio da Luigi XIII. Il 25 giugno 1620 si convertì al cattolicesimo e poco dopo fu eletto professore di eloquenza al Collège de Boncourt, uno dei collegi dell'Università di Parigi. Nel 1622 Luigi XIII creò per Bertius una nuova cattedra di scienze matematiche al Collège royale e gli conferì il titolo di Storiografo Regio. Morì a Parigi nell'ottobre del 1629.

## Opere
L'opera più famosa di Bertius è il Theatrum geographiæ veteris, 2 voll. in-fol., 1618-1619. Il primo volume contiene un'edizione critica della Geografia di Tolomeo con testo greco e traduzione latina, basata sull'edizione di Gerardus Mercator del 1578. Bertius vi aggiunse le varianti testuali ricavate da un manoscritto della Biblioteca palatina. Il secondo volume del Theatrum contiene un'edizione dell'Itinerario antonino basata su quella di André Schott del 1600. L'opera si chiude con l'edizione di Mark Welser della Tavola Peutingeriana e con una selezione di carte geografiche antiche estratte dal Parergon di Ortelio.
Bertius fu autore anche di mappe delle diocesi della Gallia, dell'impero di Carlo Magno e di quasi ogni parte del mondo conosciuto dagli antichi. Il suo lavoro più dotto è il De aggeribus et pontibus hactenus ad mare extructis digestum novum, composto nel 1629, in occasione della costruzione della diga con la quale il cardinale Richelieu aveva chiuso il porto di La Rochelle e ristampato nel Thes. antiq. rom., t. II, p. 916.

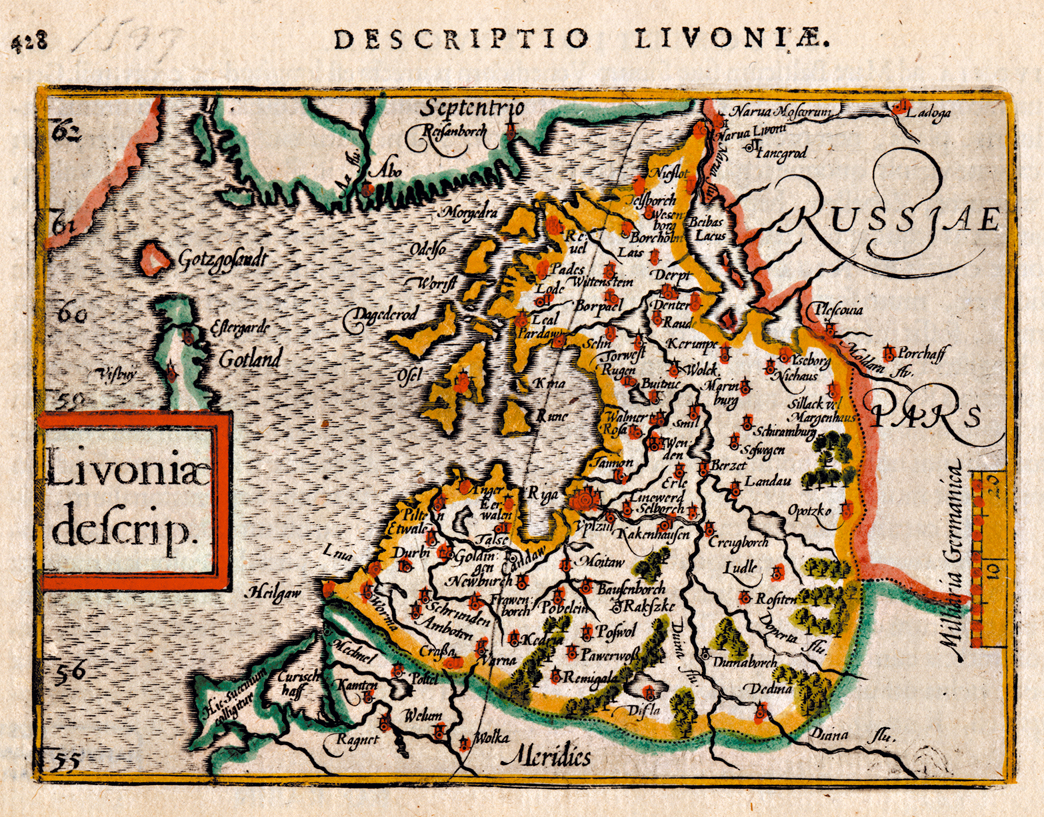
Tabularum Geographicarum Contractarum Libri Quinque by Petrus Bertius in Amsterdam

- 1609: Liick-oratie over de doot van den Eerweerdighen ende wytberoemden Heere Jacobus Arminius
- 1612: Hymenaeus desertor: sive de sanctorum apostasia problemata duo. (1: An fieri possit ut justus deserat justitam suam? 2: An quae deseritur fuerit vera justitia?)
- 1616: Commentariorum Rerum Germanicarum libri tres, che contiene un commentario sulla Tabula Peutingeriana
- 1619: Theatri Geographiae Veteris
- 1625: Notitia Chorographica Episcopatuum Galliae
- 1624: Breviarium totius orbis terrarum
- 1628: Geographia vetus

## Galleria d'immagini

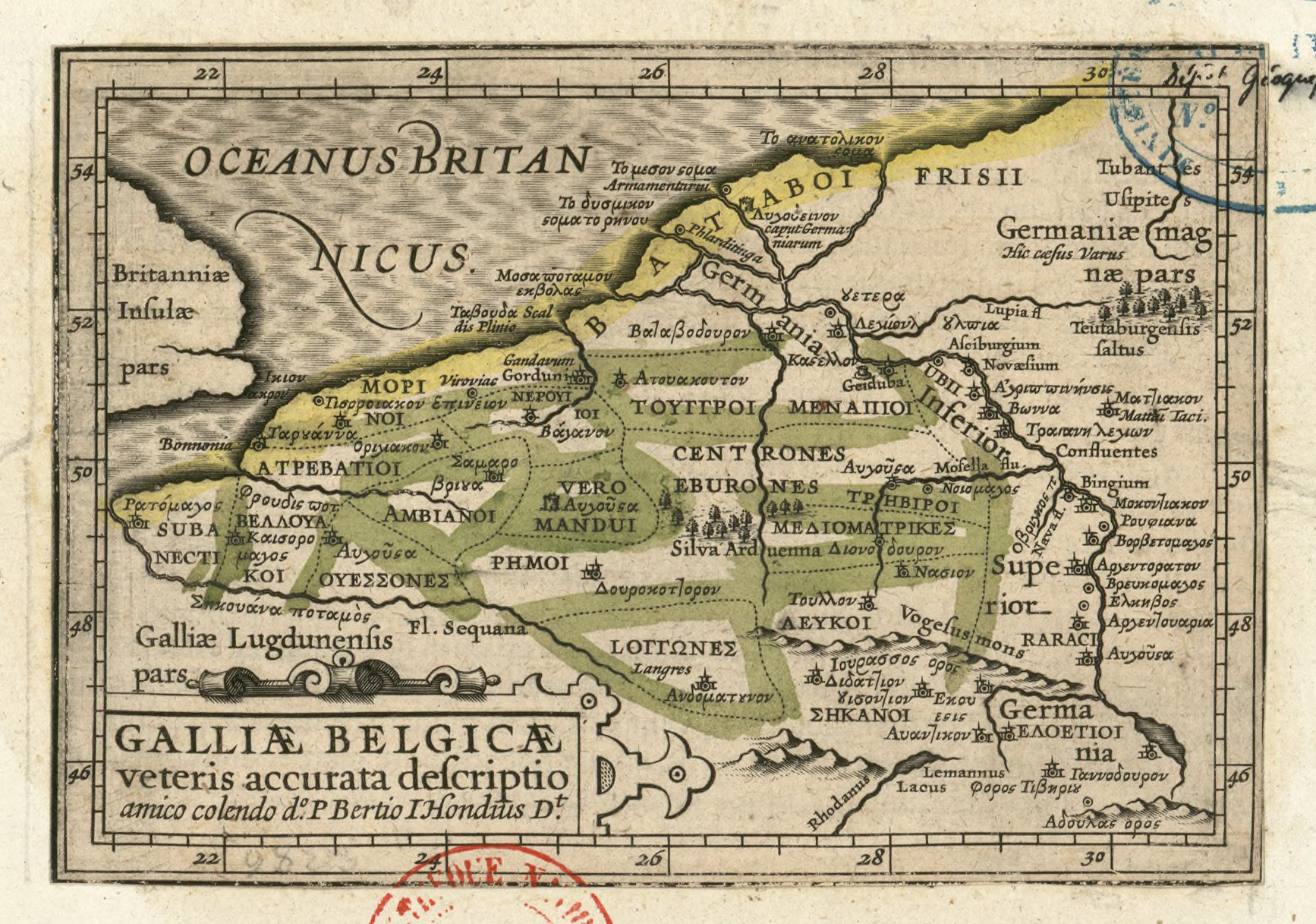
Galliae Belgicae Veteris
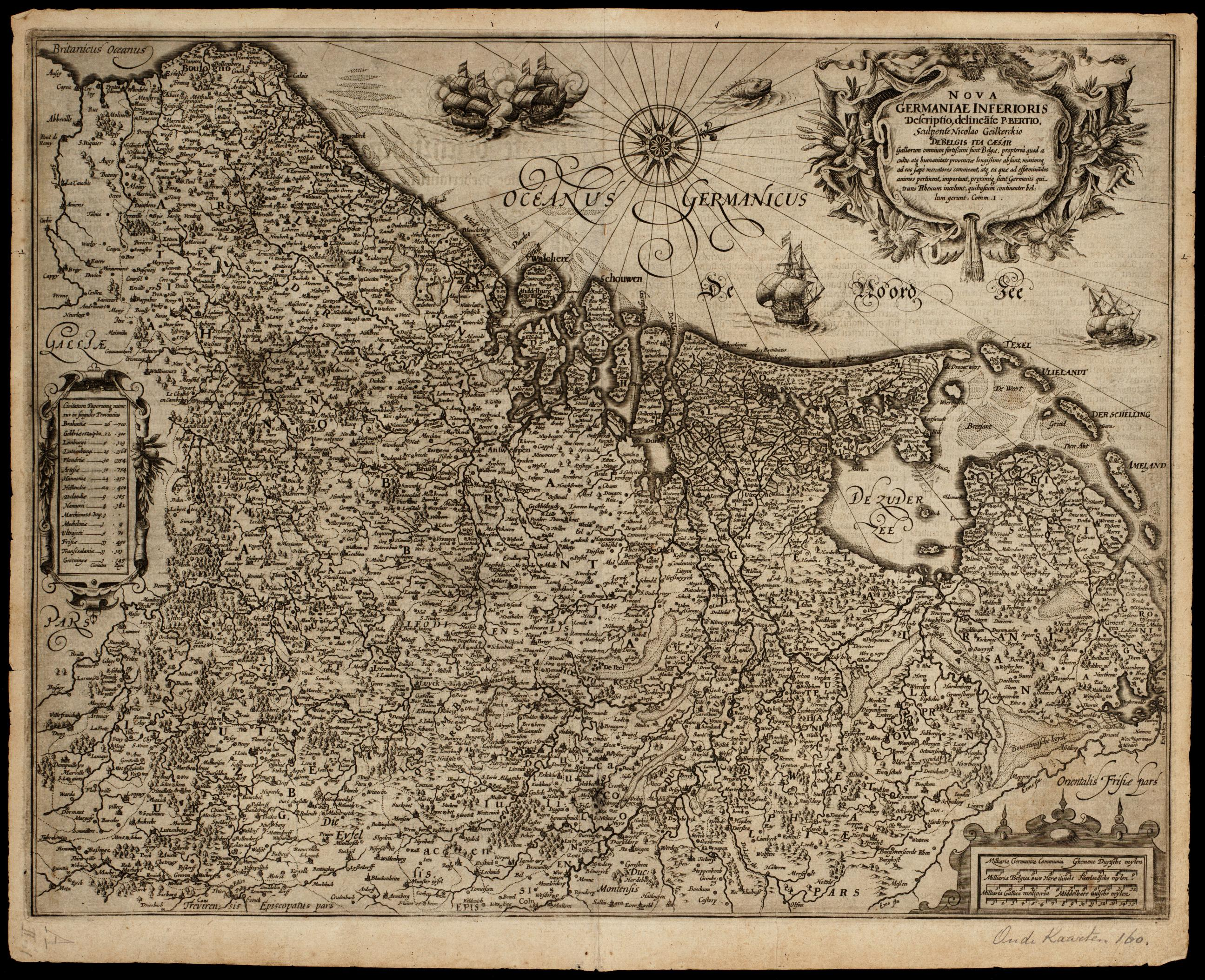
Nova Germaniae Inferioris
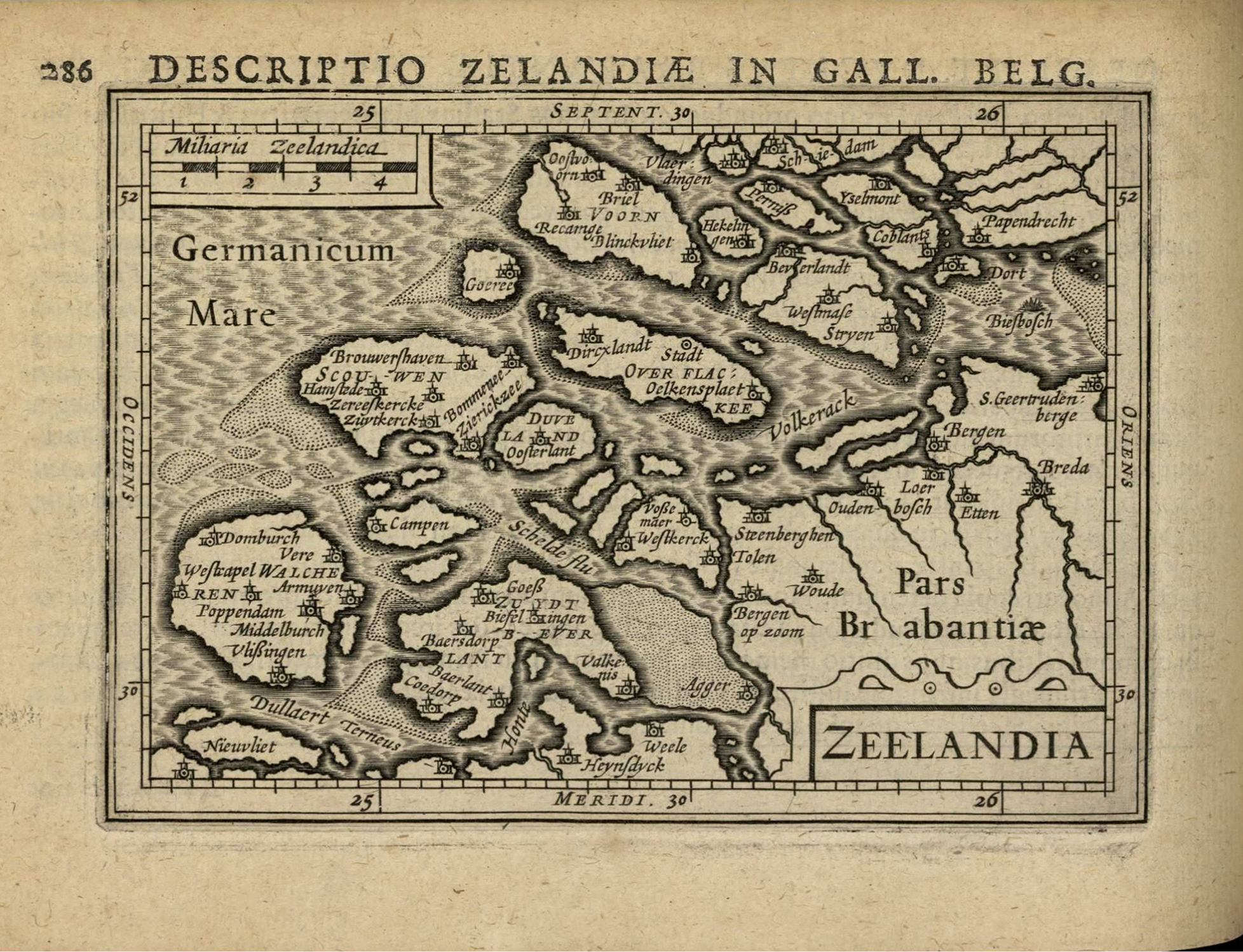
Zeelandia
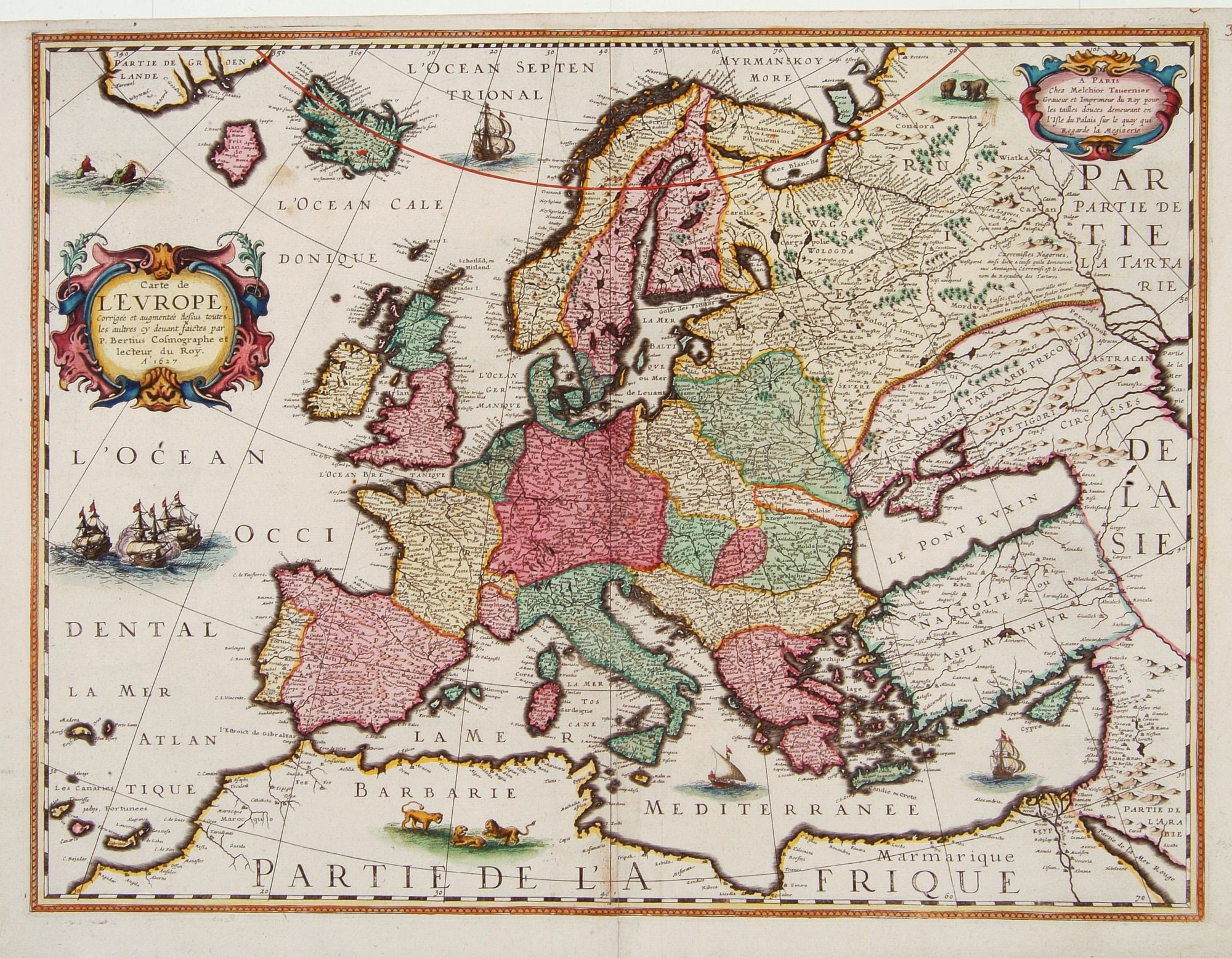
Carte de l'Europe
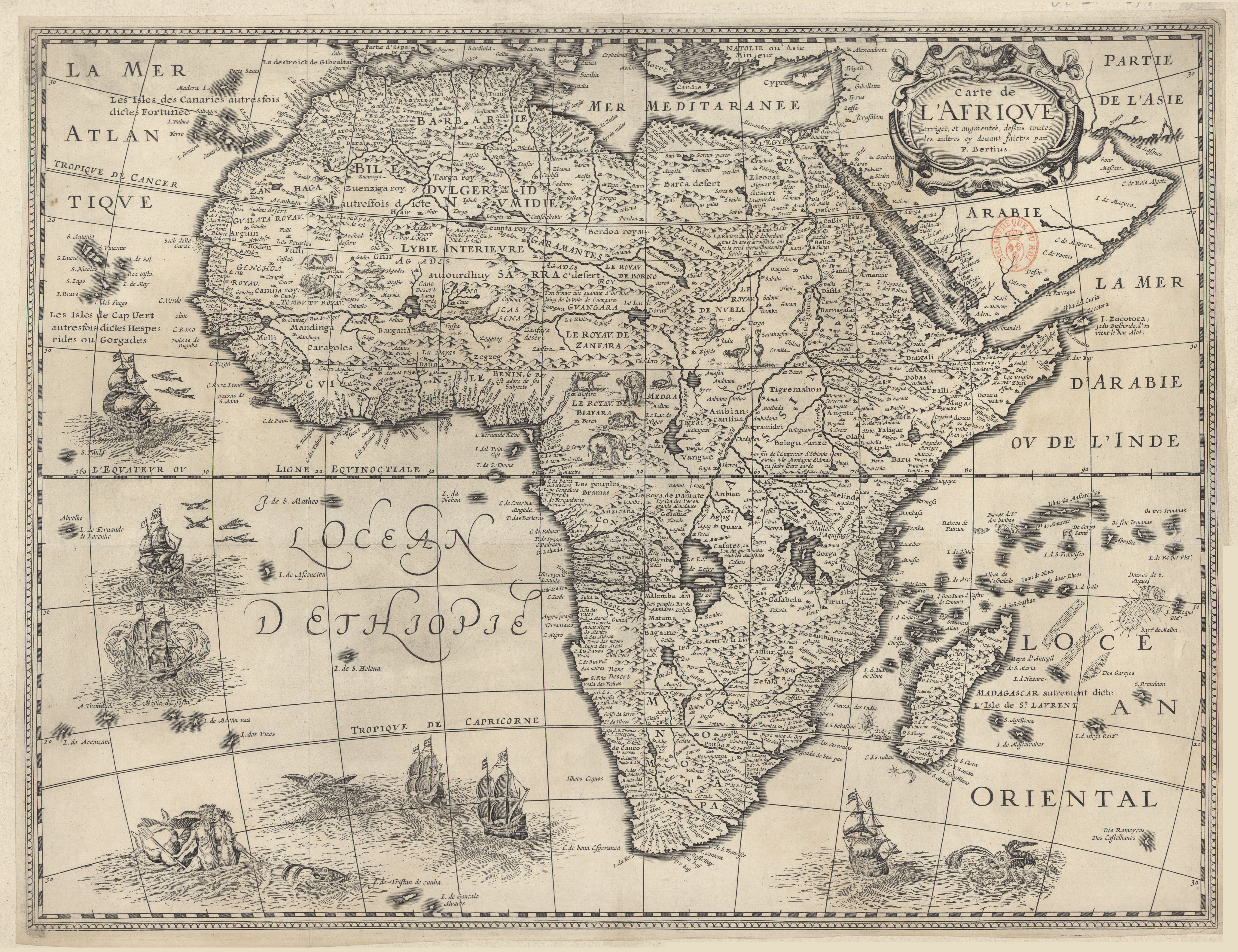
Carte de l'Afrique
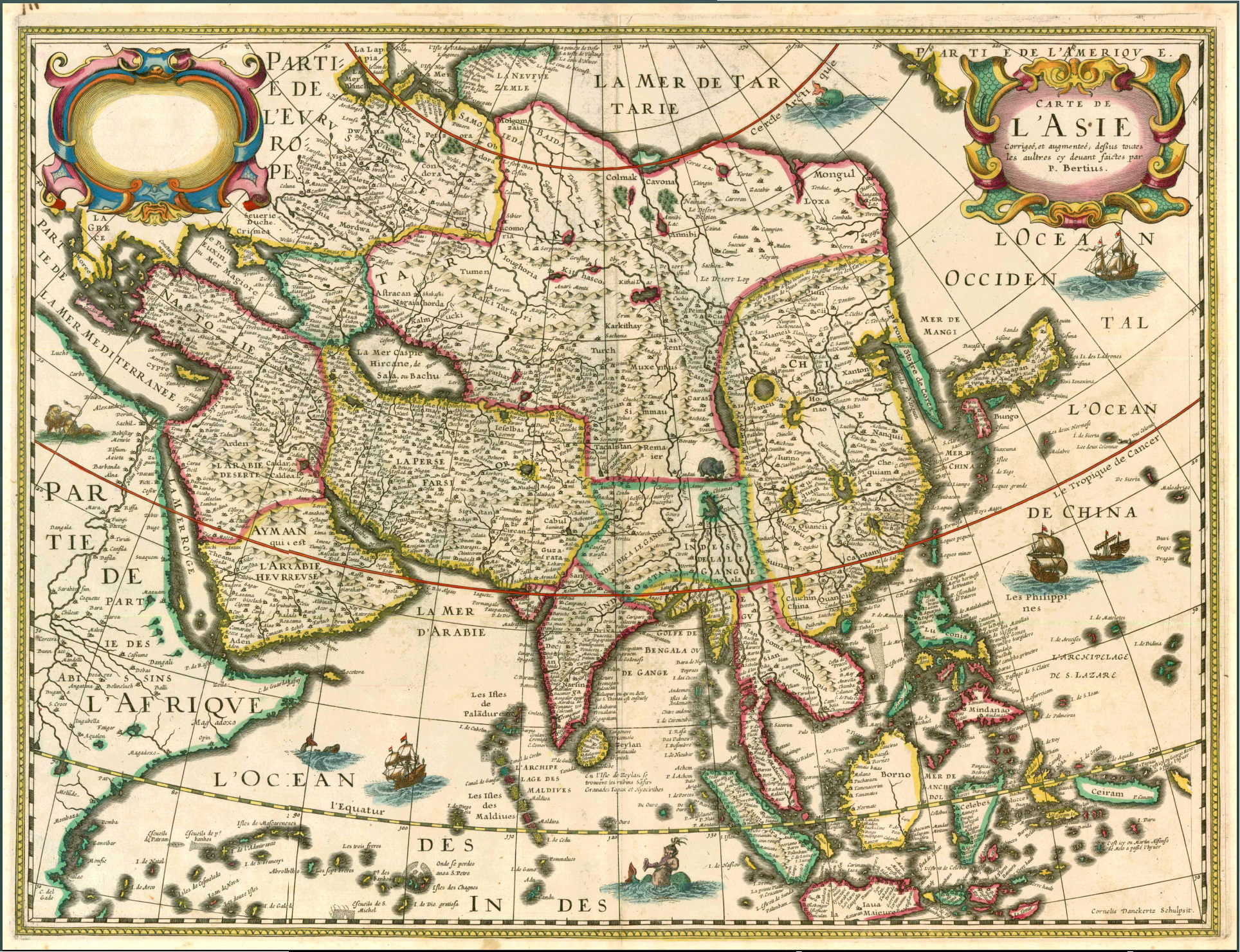
Carte de l'Asie
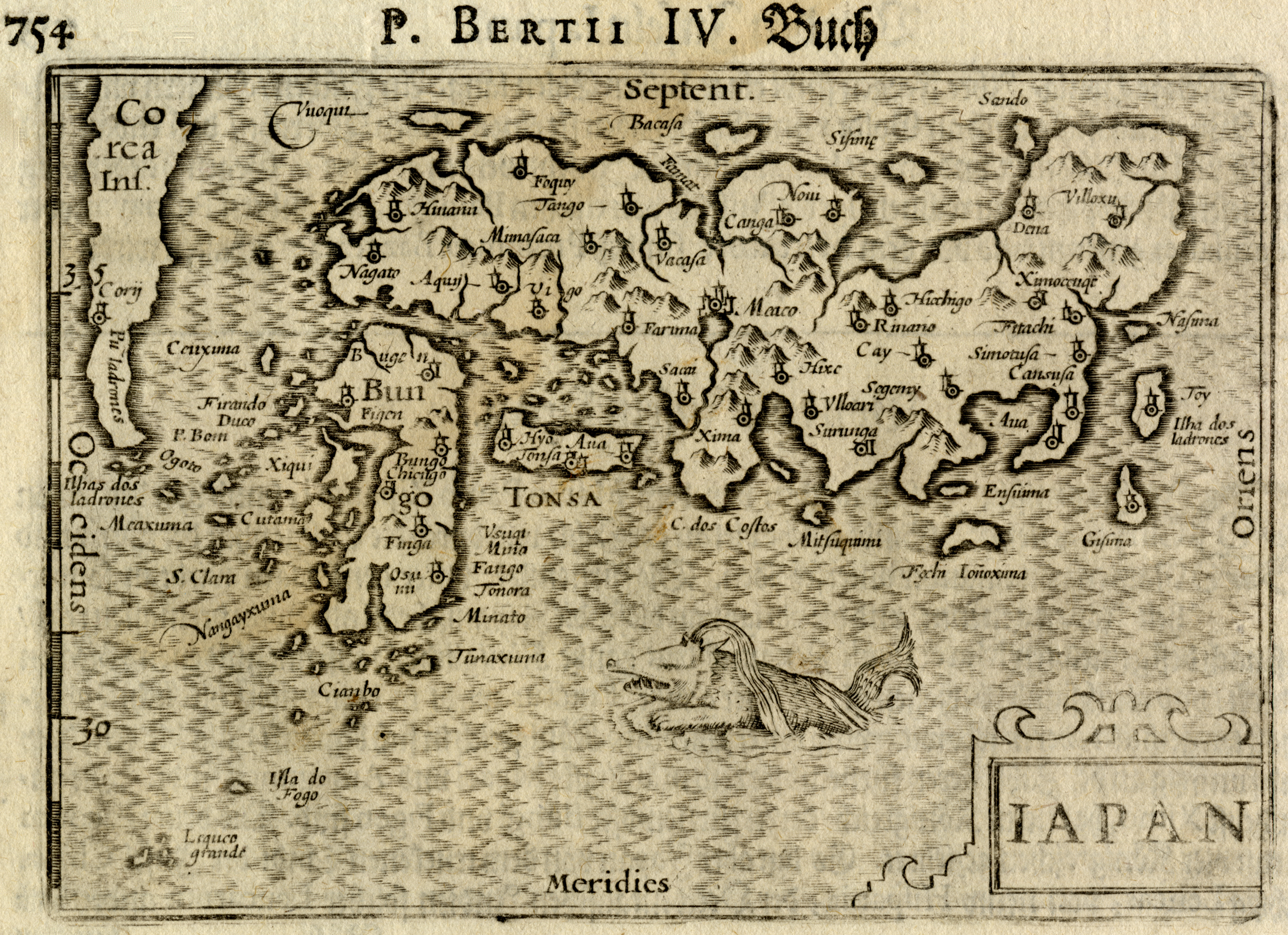
Iapan
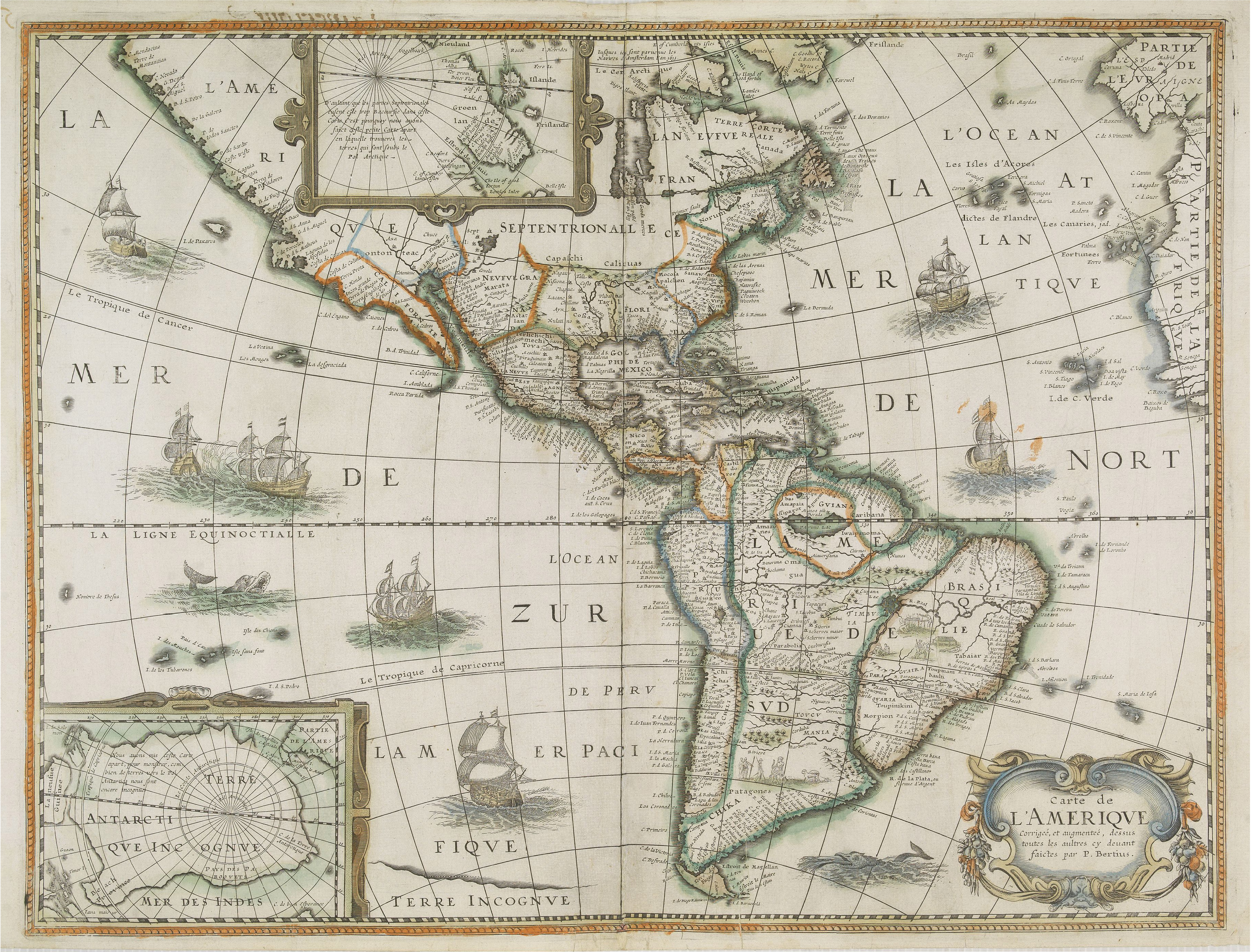
Carte de l'Amerique